# Coffee Creek (Californie)
Coffee Creek est une census-designated place du comté de Trinity, dans l'État de Californie, aux États-Unis,. En 2020, elle compte une population de 152 habitants.